# Этуаль дю Конго (футбольный клуб)
«Этуаль дю Конго» (фр. Étoile du Congo) — конголезский футбольный клуб из города Браззавиль Выступает в чемпионате Республики Конго. Команда играет на стадионе Альфонса Массемба-Деба, вместимостью 33 тысячи зрителей. Клубные цвета — жёлтый и зелёный.

## История
Клуб был основан в 1926 году под названием Школьный клуб Браззавиля, однако позднее сменил имя на «Этуаль дю Конго». Дважды команда участвовала в Рождественском кубке с участием команд из Браззавиля и Леопольдвиля в 1953 и 1953 годах, но дальше полуфинала не проходила. По случаю по случаю 20-летия Конголезской федерации легкой атлетики команда в 1953 году сыграла в мини-турнире против сборной Леопольдвиля (4:1) и камерунского «Кайман Дуала» (1:2).
Впервые команда стала чемпионом Республики Конго в 1967 году и с тех пор завоевала в общей сложности 11 чемпионских титулов, последний из которых был выигран в 2006 году. По количеству побед в национальном чемпионате клуб удерживает рекорд, опережая ближайшего преследователя — «Дьябль Нуарс» — на четыре титула.
В Кубке Конго «Этуаль дю Конго» одержала шесть побед, начиная с первой в 1983 году и заканчивая последней в 2019 году. По этому показателю клуб занимает второе место в истории турнира, уступая лишь всё тому же «Дьябль Нуарс». Кроме того, команда дважды выигрывала Суперкубок Республики Конго — в 1995 и 2019 годах.
Благодаря своим успехам на внутренней арене клуб неоднократно представлял страну на международной арене — в африканских клубных турнирах. Дебют «Этуаль дю Конго» на континентальном уровне состоялся в 1968 году в рамках Африканского Кубка чемпионов. В первом раунде клуб должен был встретиться с «Майти Блэкпул» из Сьерра-Леоне, но соперник снялся с турнира. Во втором раунде конголезский клуб уступил «Орикс Дуала» из Камеруна по сумме двух матчей со счётом 4:6.
Наилучших результатов в африканских соревнованиях клуб достиг дойдя до четвертьфиналов Африканского Кубка чемпионов в 1980 году (поражение от «Бендел Иншурэнс» из Нигерии) и Кубка обладателей кубков КАФ в 2000 году (поражение от «Канон Яунде» из Камеруна).
Кроме того, в 1964 году команда провела товарищеский матч против донецкого «Шахтёра» во время его турне по Африке, завершившийся победой гостей со счётом 1:0.

## Достижения
- Чемпион Республики Конго (11): 1967, 1978, 1979, 1980, 1983, 1985, 1987, 1989, 2000, 2001, 2006
- Победитель Кубка Республики Конго (6): 1983, 1995, 2000, 2002, 2006, 2019
- Победитель Суперкубка Республики Конго: 1995, 2019

## Последние результаты
| Сезон | Див. | Место | Кубок Конго |         | Сезон | Див. | Место      | Кубок Конго |
| ----- | ---- | ----- | ----------- | ------- | ----- | ---- | ---------- | ----------- |
| 2011  | I    | 9     | 1/8 финала  | 2018/19 | I     | 2    | Победитель |             |
| 2012  | I    | 7     | 1/8 финала  | 2019/20 | I     | 6    |            |             |
| 2013  | I    | 8     | 1/2 финала  | 2021    | I     | 6    |            |             |
| 2014  | I    | 5     | 1/2 финала  | 2021/22 | I     | 8    | 1/4 финала |             |
| 2015  | I    | 2     | 1/2 финала  | 2022/23 | I     | 3    | 1/8 финала |             |
| 2016  | I    | 3     | 1/8 финала  | 2023/24 | I     | 5    | отменён    |             |
| 2017  | I    | 5     |             | 2025    | I     |      |            |             |
| 2018  | I    | 8     | 1/4 финала  | 2026    |       |      |            |             |

## Континентальные турниры
По состоянию на 2025 год.
| Турнир                       | Уч | М  | В  | Н | П  | ГЗ | ГП |      | Первое участие | Последнее участие |
| ---------------------------- | -- | -- | -- | - | -- | -- | -- | ---- | -------------- | ----------------- |
| Лига чемпионов КАФ           | 12 | 42 | 16 | 9 | 17 | 56 | 54 | 1968 | 2016           |                   |
| Кубок КАФ                    | 1  | 4  | 1  | 0 | 3  | 5  | 4  | 1992 | 1992           |                   |
| Кубок обладателей кубков КАФ | 3  | 12 | 4  | 2 | 6  | 16 | 22 | 1996 | 2003           |                   |
| Кубок Конфедерации КАФ       | 5  | 12 | 3  | 4 | 5  | 9  | 13 | 2007 | 2020/21        |                   |